# هردلورژزی
هردلورژزی (به لاتین: Hrdlořezy) یک منطقهٔ مسکونی در جمهوری چک است که در پراگ ۱۰ واقع شده‌است. هردلورژزی ۱٫۹۶ کیلومتر مربع مساحت و ۱٬۶۶۶ نفر جمعیت دارد.